# Île d'If
Île d’If is het kleinste eiland van de Frioul-archipel bij de Franse stad Marseille.
Het eiland is onbewoond, en is ongeveer 280 meter lang en 80 meter breed. Het heeft een oppervlakte van  0,02 km². Het hoogste punt ligt op 35 meter boven de zeespiegel. Vrijwel het gehele eiland wordt in beslag genomen door een fort, het Château d'If, met bijbehorende verdedigingswerken. Vanuit de haven van Marseille doen diverse boten het eiland aan.
De schrijver Alexandre Dumas père laat hier Edmond Dantès in zijn verhaal van 1844 over de graaf van Monte-Cristo veertien jaar gevangen zitten.

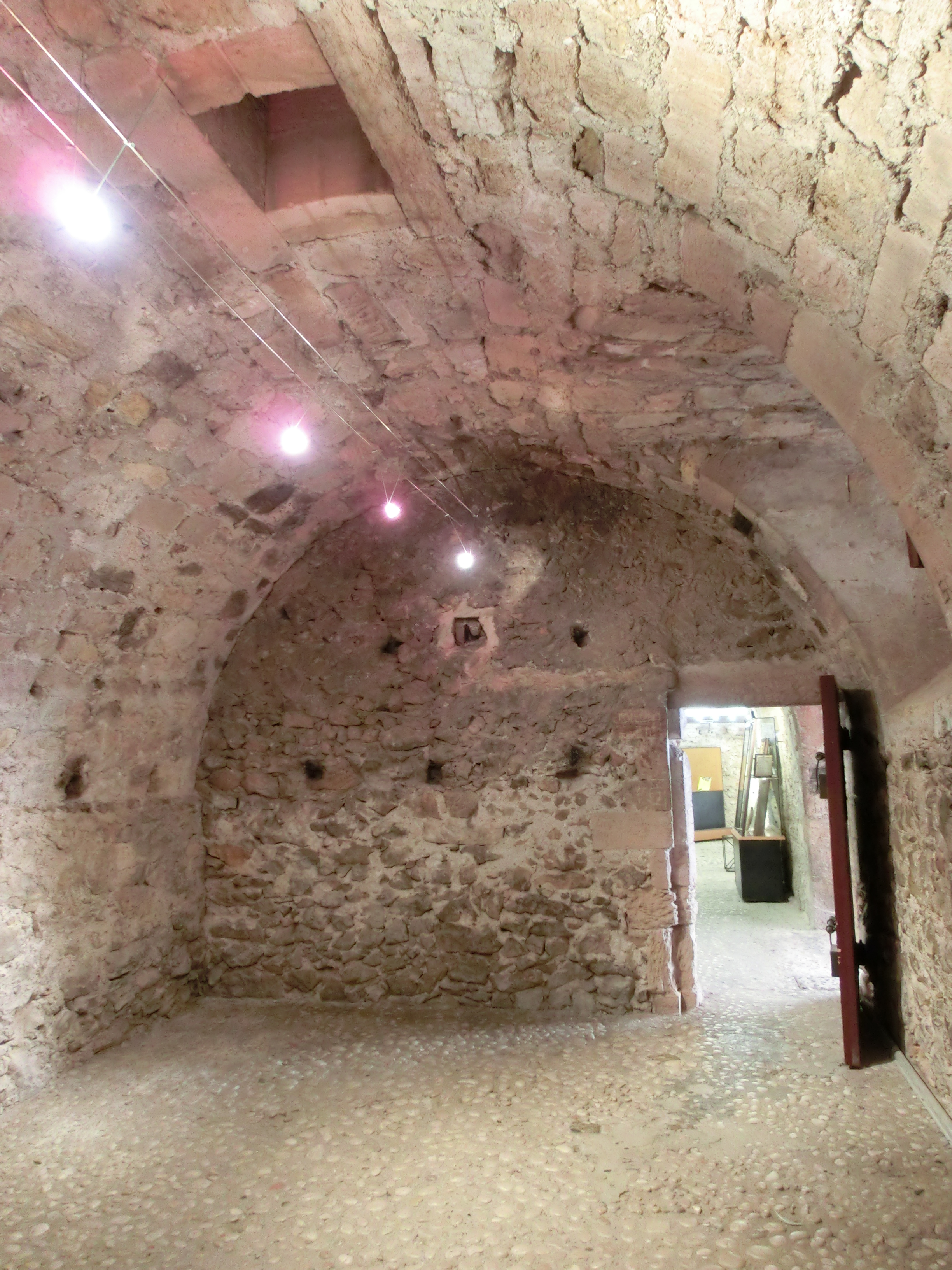
De cel in Château d'If waar Dantès zou hebben gevangen gezeten.